# Manor d'Eyrignac
Manor d'Eyrignac je zámek ze 17. století v Salignac-Eyvigues, v oblasti Dordogne ve Francii. Je obklopen restaurovanou francouzskou barokní zahradou, původně z 18. století s pečlivě udržovanými tvarovanými dřevinami. Dům je umístěn na vrcholu kopce, z kterého vytéká sedm pramenů. Pouze pavilon, fontány a nádrže jsou v zahradě zachovány původní, z 18. století. V roce 1960, nový majitel, Giles Sermadiras de Cuzols de Lile, vytvořil novou zahradu, která se vyznačuje topiary, průhledy, fontánami, sochami, a také alejí z váz. Zahrada je uvedena francouzským ministerstvem kultury (konkrétně Committee of Parks and Gardens of the French Ministry of Culture) na seznamu významných zahrad ve Francii.

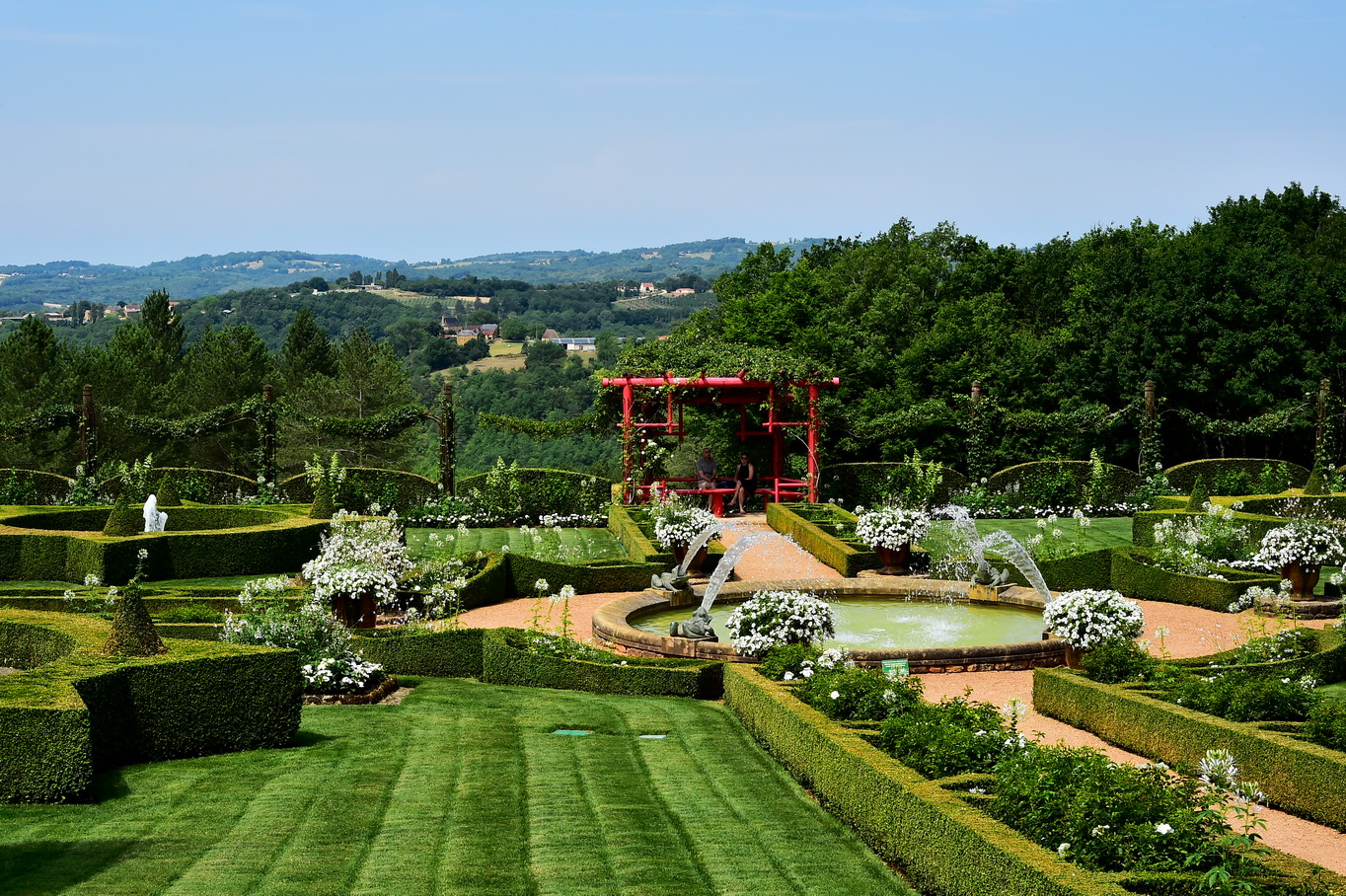
Le Jardin Blanc